# Jinzora
Jinzora ist eine webbasierte freie Media-Streaming-Portal-Oberfläche unter der GPL, welche hauptsächlich dazu entworfen wurde, MP3-Dateien und Videos im eigenen Intranet (z. B. auf einem Heim-Webserver wie XAMPP) oder direkt über das Internet zu streamen. Das in PHP geschriebene Jinzora verwendet MySQL als Datenbank.
Aktuell ist die Webseite jedoch nicht mehr erreichbar, daher ist unklar, ob das Projekt noch fortgeführt wird (Stand Juni 2016).

## Dateiformate und Plattformen
Es werden die Audioformate MP3, AAC/M4A/MP4, WMA, Ogg Vorbis, RealAudio und MIDI direkt unterstützt. Einige können durch Transkodierung umgewandelt werden in: FLAC, MPC, WAV, WMA Lossless, WV, SHN. Als Videoformate können AVI, WMV, MPEG und MOV eingesetzt werden. Wenn Jinzora auf einem Webspace installiert wurde, kann kein Resampling genutzt werden.
Bei der Installation kann zwischen der Integration in verschiedene CMS (Joomla, Mambo, PHP-Nuke und PGNuke) und der Installation als Standalone-Lösung gewählt werden.